# Deutsche Botschaft Nouakchott
Die Deutsche Botschaft Nouakchott ist die offizielle diplomatische Vertretung der Bundesrepublik Deutschland in der Islamischen Republik Mauretanien.

## Lage
Die Botschaft liegt im Zentrum der mauretanischen Hauptstadt Nouakchott unweit des Präsidentenpalasts, der spanischen Botschaft und dem Gelände der früheren amerikanischen Botschaft. Der Standort ist in der Rue Mamadou Konate in der Nähe der Kreuzung mit der Rue Abdallaye, Stadtteil Tevragh Zeina.
Der internationale Flughafen Nouakchott-Oumtounsy liegt 35 km nördlich, das 3 km entfernte Außenministerium ist in wenigen Minuten zu erreichen. Zur Atlantikküste, ihrem Strand und dem Fischmarkt der Stadt sind es in westlicher Richtung knappe 8 km.

## Gebäude
Die Liegenschaft der Botschaft umfasst die Kanzlei, die Residenz des Botschafters sowie Dienstwohnungen. Mitte der 2010er Jahre wurde das zweigeschossige Bürogebäude der Kanzlei gründlich saniert.
Die Dienstwohnungen wurden Ende der 2000er Jahre für entsandte Bedienstete gebaut. Der Bundesrechnungshof rügte die Errichtung dieser als Einzelhäuser konzipierten Dienstwohnungen als zu teuer und zu groß.

## Auftrag und Organisation
Die Botschaft Nouakchott hat den Auftrag, die bilateralen Beziehungen zum Gastland Mauretanien zu pflegen, die deutschen Interessen gegenüber der mauretanischen Regierung zu vertreten und die Bundesregierung über Entwicklungen im Gastland zu unterrichten. In der Botschaft werden die Sachgebiete Politik, Wirtschaft, Kultur und Entwicklungszusammenarbeit (EZ) bearbeitet. In der EZ sind die Schwerpunkte „Frieden und gesellschaftlicher Zusammenhalt“, „Berufliche Bildung und Beschäftigung“ und „Schutz der Lebensgrundlagen – Umwelt und natürliche Ressourcen“.
Der Militärattaché an der Botschaft Rabat (Marokko) ist für Mauretanien nebennotifiziert.
Der konsularische Amtsbezirk der Botschaft umfasst Mauretanien. Die Vertretung erteilt Visa für mauretanische Staatsangehörige und bietet deutschen Staatsangehörigen Dienstleistungen in rechtlichen und konsularischen Angelegenheiten. Sie leistet konsularische Nothilfe und unterhält zu diesem Zweck einen Bereitschaftsdienst.

## Geschichte
Nachdem Mauretanien am 28. November 1960 von Frankreich unabhängig geworden war, war der deutsche Botschafter im Senegal bei der mauretanischen Regierung nebenakkreditiert. Die Bundesrepublik Deutschland eröffnete  am 8. August 1963 ihre Botschaft in Nouakchott.
Am 20. Januar 1973 nahm die DDR diplomatische Beziehungen zu Mauretanien auf. Eine Botschaft wurde nicht eröffnet. Die Beziehungen wurde seitens der DDR auf dem Weg der Nebenakkreditierung aus Bamako (Mali) gepflegt.